# 岡義武
岡 義武（おか よしたけ、1902年10月21日 - 1990年10月5日）は、日本の政治学者。東京大学名誉教授。専門は、政治史、日本政治史。

## 経歴
出生から修学期
1902年、東京市麹町で生まれた。父は大阪毎日新聞社副社長・会長、農商務省商工局長（兼・臨時産業調査局第3・第4部長）を務めた岡實。
旧制府立一中、第一高等学校文科乙類を経て東京帝国大学に入学。法学部で小野塚喜平次の教えを受けた。1926年東京帝国大学法学部政治学科を卒業。内務省に進み労働政策・社会政策を担当することも考えたが、実務家を目指すことには躊躇があったことから、卒業と同時に小野塚の推薦を受けて法学部助手に採用された。
政治学研究者として(戦前)
同期採用の矢部貞治が政治学講座の助手として採用されたことから自身も政治史研究に転じ、助手時代は吉野作造に師事。1928年、同大学法学部助教授に任官。1939年に教授昇格。吉野作造が担当していた政治史講座を継承し、1935年より従来設けられていたヨーロッパ政治史の講座に加え、日本政治史の講義をはじめて設けた。1936年から2年間欧州留学を命じられ、欧州各地を歴訪。当時の日記は『岡義武ロンドン日記』として刊行されている。
太平洋戦争後
戦後も東京大学教授を務め、1955年から1957年までは法学部長を務めた。1949年の学習院大学の文政学部政治学科設置に協力し、1950年から1955年まで同教授を兼任した。1963年に東京大学を定年退職し、東京大学名誉教授となった。学界では、1972年に日本学士院会員に選出された。1990年に死去。

## 受賞・栄典
- 1977年：文化功労者
- 1986年：文化勲章受章
- 『国際政治史』で第10回毎日出版文化賞を受賞。

## 研究内容・業績
- 政治史の講義・研究は、階級闘争や社会経済史的な背景を重視する研究手法から、採り上げる人物のエピソードも同時に重視する、いわば講談政治学に展開していった。東大の日本政治外交史・ヨーロッパ政治史の両講座は三谷太一郎、篠原一にそれぞれ継承された。
- 弟子に横山桂次、横田地弘、曽村保信、池田清、萩原延壽、緒方貞子、伊藤隆、佐藤誠三郎らがいる。

## 家族・親族
- 父：岡實は大阪毎日新聞社副社長・会長。農商務省商工局長（兼・臨時産業調査局第3・第4部長）を務めた。
- 弟：岡義達は同じく政治学者。東京大学教授を務めた。かなり年が離れた兄弟であった。
- 妻：岡静子は藤原松三郎の長女。
- 孫娘：芳賀直子は舞踊史研究家[6]。

## 著作
- 『近代欧洲政治史』弘文堂 1945
- 『近代日本の形成』弘文堂 1947
  - 改訂改題『近代日本政治史（I）』創文社 1962[7]
- 『独逸デモクラシーの悲劇』弘文堂(アテネ文庫) 1949
  - 改訂 文藝春秋(文春学藝ライブラリー) 2015[8]
- 『国際政治史』岩波書店(岩波全書) 1955
  - 改訂 岩波現代文庫 2009
- 『近代ヨーロッパ政治史』弘文堂 1956
  - 全面改訂版 創文社 1967、新版 1985
- 『山県有朋：明治日本の象徴』岩波新書 1958、度々復刊 
  - 改訂 岩波文庫 2019。空井護解説
- 『近代日本の政治家：その運命と性格』文藝春秋新社 1960
  - 全面改訂版 岩波書店 1979
  - 岩波同時代ライブラリー 1990／岩波現代文庫 2001／岩波文庫 2019。松浦正孝解説
  - 英訳版：Five Political Leaders of Modern Japan: Ito Hirobumi, Okuma Shigenobu, Hara Takashi, Inukai Tsuyoshi, and Saionji Kimmochi, translated by Andrew Fraser and Patricia Murray,  (University of Tokyo Press, 1986).
- 『黎明期の明治日本：日英交渉史の視角において』未來社 1964
- 『日本近代史大系（5） 転換期の大正 1914-1924』東京大学出版会 1969
- 『近衛文麿：「運命」の政治家』岩波新書 1972、度々復刊 
  - 岩波書店(評伝選) 1994。単行版
  - 英訳版：Konoe Fumimaro: A Political Biography, translated by Shumpei Okamoto[9] and Patricia Murray, (University of Tokyo Press, 1983)
- 『岡義武ロンドン日記：1936-1937』三谷太一郎・篠原一編、岩波書店 1997
- 『明治政治史』岩波文庫 2019。前田亮介・伏見岳人解説
- 『転換期の大正』岩波文庫 2019。五百籏頭薫解説

### 著作集
- 『岡義武著作集』全8冊、岩波書店 1992-1993、再版 2001-2002

1. 「明治政治史（1）」（解説：関口榮一）
2. 「明治政治史（2）」（解説：三谷太一郎）
3. 「転換期の大正」（解説：伊藤隆）
4. 「近代日本の政治家」（解説：萩原延壽）
5. 「山県有朋・近衛文麿」（解説：坂野潤治）
6. 「国民的独立と国家理性」（解説：坂井雄吉）
7. 「国際政治史」（解説：坂本義和）
8. 「近代ヨーロッパ政治史」（解説：篠原一）

### 共編著
- 『現代日本の政治過程』岩波書店 1958
- 『吉野作造評論集』岩波文庫 1975、度々復刊
- 『大正デモクラシー期の政治：松本剛吉政治日誌』林茂共編、岩波書店 1959。オンデマンド版 2012

### 訳書
- 『革命の解剖』クレーン・ブリントン（英語版）著、篠原一共訳、岩波書店(岩波現代叢書) 1952